# Дніпрометиз
Дніпрометиз — одне з найбільших підприємств з виробництва металовиробів для промисловості та будівництва: сталевого дроту, електродів, цвяхів, кріплення і сіток, частка на українському ринку - близько 30%. Потужність підприємства - 120 тис. тонн в рік.

## Історія
"Сєвєрсталь" придбала 60% акцій "Дніпрометизу" у 2006 р. у групи ТАС бізнесмена Сергія Тігіпка. Сума угоди оцінювалася в $50 млн. Згодом частка "Сєвєрсталі" в українському підприємстві була збільшена до 98,6%.
В грудні 2014 р. "Сєвєрсталь" оголосила про те, що її австрійська дочірня компанія "Сєвєрсталь-Трейд ГмбХ" підписала зобов'язуючу угоду про продаж "Дніпрометизу" приватній німецькій компанії. Тоді "Сєвєрсталь" планувала виручити від продажу $20-30 млн.
В жовтні 2017 року дочірня компанія "Сєвєрсталі" Cambay Services Ltd завершила операцію з продажу 100% акцій Dealzone Holding Ltd, що володіє 98,6% українського підприємства ПАТ "Дніпрометиз". "Дніпрометиз" управляється "Сєвєрсталь-метизом", міжнародною групою підприємств, що об'єднує метизні активи компанії "Сєвєрсталь".